# Les Ailes du désir
Série
Si loin, si proche !
(1993)
Pour plus de détails, voir Fiche technique et Distribution.
Les Ailes du désir (Der Himmel über Berlin) est un film franco-allemand appartenant au genre merveilleux, produit et réalisé par Wim Wenders et sorti en 1987.
Ce onzième long métrage du cinéaste allemand est un conte allégorique narrant l'incarnation d'un ange qui renonce au Ciel par amour pour une femme. Il se déroule dans un Berlin divisé où des êtres invisibles et bienveillants donnent à entendre les monologues intérieurs des humains confessant leurs angoisses et aspirations. Leur quête d'identité est ponctuée par un récitatif reprenant en leitmotiv un poème de Peter Handke sur l'enfance perdue et retrouvée. Éclairé par Henri Alekan, le film est tourné pour moitié en noir et blanc dans une atmosphère mélancolique et fluide, procédé choisi pour représenter le monde insensible tel que le voient les anges. La couleur intervient dans un changement de rythme, rock, au début de la seconde et dernière partie, quand le désir humanise l'ange.
À son avant-première, en mai 1987, le drame, toutefois couronné du prix de la mise en scène, ne reçoit pas la Palme d'or, que Wim Wenders avait déjà remportée trois ans plus tôt. Sélectionné en 1988 pour représenter l'Allemagne à la cérémonie des Oscars, le film n'a pas non plus été retenu pour l'Oscar du meilleur film en langue étrangère. Le réalisateur a donné en 1993 une suite qui se déroule dans Berlin réunifié : Si loin, si proche !

## Synopsis

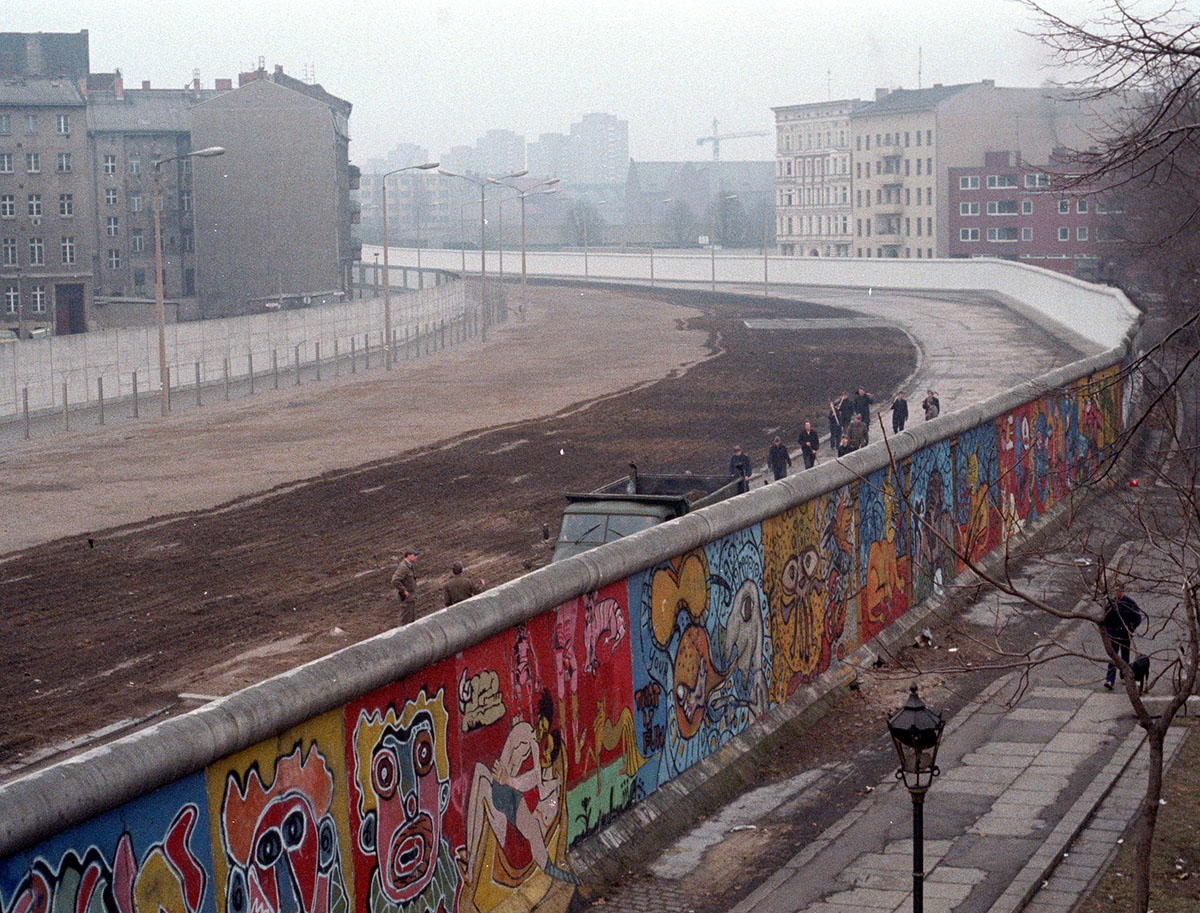
Le mur graffité le long duquel l'ange déchu fait ses premiers pas d'humain est une métaphore essentielle du film paradoxalement traité comme un documentaire sur un centre ville aujourd'hui disparu.

L'acteur hollywoodien Peter Falk, interprétant son propre rôle, arrive dans le Berlin-Ouest d'avant la chute du mur pour jouer dans un film reconstituant la chute de la capitale nazie, en 1945. Il erre dans la ville sur la trace des souvenirs de sa feue grand-mère, juive. Les passants ne sont pas sûrs de reconnaitre l'inspecteur Columbo.
Damiel (Bruno Ganz) et Cassiel (Otto Sander), deux anges invisibles, errent de leur côté à l'écoute des voix intérieures des habitants, « âmes mortes » enfermées dans leur quotidien et ses soucis, que ce soit la vieillesse, l'enfance, l'infirmité, le deuil, l'accouchement, le déménagement, le divorce. Depuis « les cieux au dessus de Berlin », ces esprits « messagers » documentent, tel le cinéaste filmant les vestiges de la ville, les désirs et angoisses secrètes des humains afin de témoigner de tout ce qui chez eux relève d'une démarche artistique et traduit une recherche de sens et de beauté. Présents depuis toujours, ils ont assisté, comme des enfants découvrant le monde, au début de la lumière, à la fin d'une ère glaciaire, à la formation des rivières, à l'apparition des animaux. Quand un premier homme est apparu, ils ont découvert avec lui le rire, la parole, la guerre, l'histoire. Le poète Homère (Curt Bois), comme les aveugles, croit sentir parfois une présence qu'il ne soupçonne pas être la leur et rêve que cette histoire soit désormais celle de la paix.
Préoccupé d'agir dans le monde, en quête d'un rôle inscrit dans une histoire, avide d'un présent qui ne soit plus l'éternité qu'il dénonce comme un « monde derrière le monde », Damiel éprouve la tentation de revêtir la condition humaine. C'est alors qu'il découvre une femme exilée, Marion (Solveig Dommartin), qui est devenue, à la suite d'une séparation, trapéziste dans un cirque. Quand celui-ci est sur le point de fermer, elle est au bord du désespoir, devant réinventer une fois de plus sa vie. Sensible au concret des aspirations de l'âme endolorie de la circassienne, touché par la grâce du corps féminin évoluant avec peine au-dessus du public, Damiel décide de renoncer à l'immortalité afin de pouvoir goûter auprès de Marion aux plaisirs des sens et de l'effort créateur. Pour ce faire, il obtient le secours de Peter Falk mais son destin ne sera fixé que par la seule décision de la femme.

## Fiche technique
Sauf indication contraire, les informations mentionnées dans cette section peuvent être confirmées par la base de données cinématographiques IMDb,  présente dans la section « Liens externes ».

### Descriptif
- Budget de production : 2 500 000 €.
- Pays de production :  Allemagne de l'Ouest,  France.
- Langues : allemand, anglais, espagnol, français, hébreu, japonais, turc.
- Format : Couleur/Noir et blanc - 1,66:1[12] - Dolby - 35 mm.
- Genre : merveilleux, drame, romance.
- Durée : 128 minutes (2 h 08), 3 493 mètres.

### Titres
- Titre original : Der Himmel über Berlin (littéralement : Le Ciel au-dessus de Berlin).
- Titre international : Wings of Desire.
- Titre français : Les Ailes du désir.

### Conception
- Scénario : Wim Wenders, Richard Reitinger
- Dialogues : Peter Handke, Wim Wenders

### Réalisation
- Réalisateur : Wim Wenders.
- Scripte : Gabriele Mattner.
- Assistantes réalisatrices : Claire Denis et Carola Hochgräf.
- Assistant réalisateur : Knut Winkler.
- Secrétariat : Ulla Zwicker.

### Préparation
- Décors : Heidi Lüdi (non créditée[12]).
- Scénographie : Klaus Bieling, Dieter Bähr.
- Extérieurs :  Alexander Korn, Markus Pluta.
- Sculptures : Joost van der Velden, Claude Lalanne.
- Accessoiristes : Peter Alteneder, Esther Walz, Henrik Gross.
- Équipement : Andreas Olshausen.
- Costumes : Monika Jacobs, Brigitte Friedländer-Rodriguez, Irmtraud Simone Simon.
- Maquillage : Viktor Leitenbauer, Regina Huyer.

### Opération
- Photographie : Henri Alekan.
- Assistant opérateur : Louis Cochet.
- Cadrage : Agnès Godard.
- Mise au point : Achim Poulheim (de).
- Deuxième assistant opérateur : Peter Uhlig.
- Équipe de relais : Peter Ch. Arnold, Martin Kukula (de), Frank Guido Blasberg, Peter Braatz (de).
- Prises de vues en hélicoptère : Klemens Becker, Klaus Krieger.
- Éclairage : Bernd Hübner (de), Dieter Dentzer, Thomas Gosda, Claus Gerling.

### Postproduction
- Montage : Peter Przygodda.
- Assistantes monteur : Anne Schnee, Leni Savietto-Pütz.
- Mixage : Hartmut Eichgrün.
- Doublage : Lothar Mankewitz.
- Graphiste : Uli Mayer.
- Musique : Jürgen Knieper, Laurent Petitgand.
- Son : Jean-Paul Mugel, Axel Arft.
- Assistante son : Uwe Thalmann.
- Effets spéciaux : Fritz Lehmann, Wolfgang Schmidt (de).

### Production
- Producteurs : Anatole Dauman, Wim Wenders.
- Sociétés de production : Argos Films, Road Movies Filmproduktion (de), Wim Wenders Stiftung.
- Coproducteur : West Deutscher Rundfunk (WDR),
  - Producteur exécutif : Ingrid Windisch.
- Administrateur de production : Inge Ruf.
- Régisseur général : Herbert Kerz.
- Secrétaire de production : Barbara von Wrangell.
- Photographe de plateau : Ralf Strathmann.
- Presse : Joachim von Mengershausen.
- Assistants de production : Pascale Dauman, Chris Sievernich.
- Société de distribution : Éditions cinématographiques des auteurs (de) (absorbées en 1999 par Canal+Image, devenu StudioCanal).
- Distribution internationale : Argos Films.

### Dates de sorties en salles
- France : 17 mai 1987 (Festival de Cannes), 23 septembre 1987, 4 novembre 2009 (sortie nationale), 25 avril 2018 (version restaurée 4K)[13]
- Allemagne : 29 octobre 1987 (Allemagne de l'Ouest), 8 juillet 1993, 3 mai 2007 (sorties nationales),
- Suisse : 26 février 1988.

## Distribution

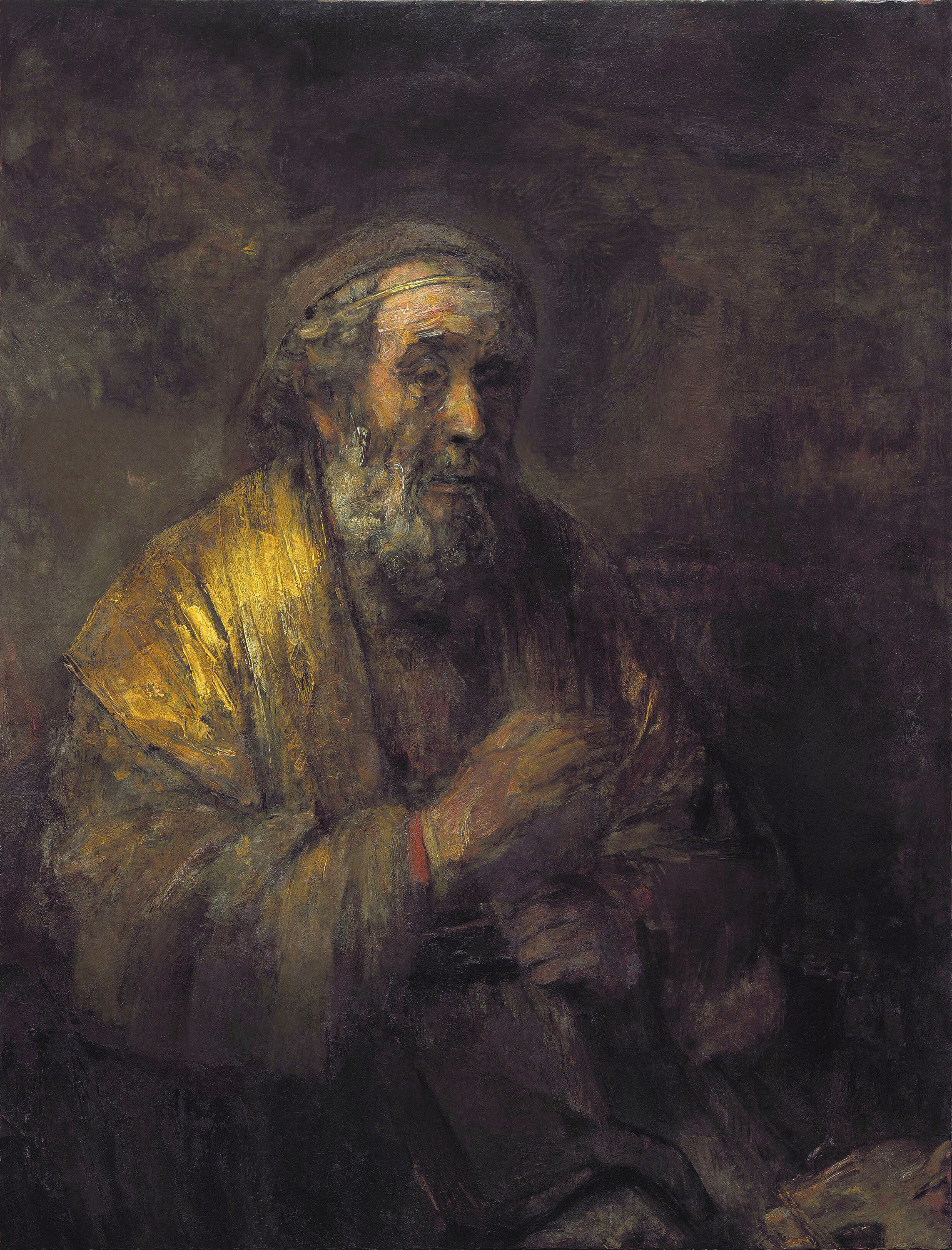
Portrait d'Homère en vieillard illuminé peint par Rembrandt qui a inspiré à Peter Handke le personnage du Poète (Curt Bois) inventant une épopée de la paix.

### Rôles principaux
- Bruno Ganz (VF : Vincent Grass) : Damiel
- Solveig Dommartin : Marion
- Otto Sander : Cassiel
- Curt Bois : Homer, le vieux poète
- Peter Falk (VF : Serge Sauvion) : lui-même

### Rôles secondaires
- Nick Cave : lui-même
- Jürgen Heinrich, le jeune homme récupérant l'appartement de sa mère défunte
- Hans-Martin Stier : le mourant
- Sigurd Rachman : le suicidé

### Silhouettes
- Laurent Petitgand : le chef d'orchestre
- Chick Ortega : le batteur
- Lajos Kovacs : l'entraîneur de Marion

### Figurants
- Elmar Wilms : un homme triste
- Didier Flamand : l'ange de la bibliothèque
- Béatrice Manowski (de) : la jeune prostituée
- Bruno Rosaz : un clown
- Annelinde Gerstl (de) : femme sur l'autoroute

## Tournage

### Lieux
« Je parie qu’ils vont traverser le mur ! »

— A propos des anges, le ministre du cinéma de la ville embarrassé durant le tournage d'obtenir un permis de filmer côté est.

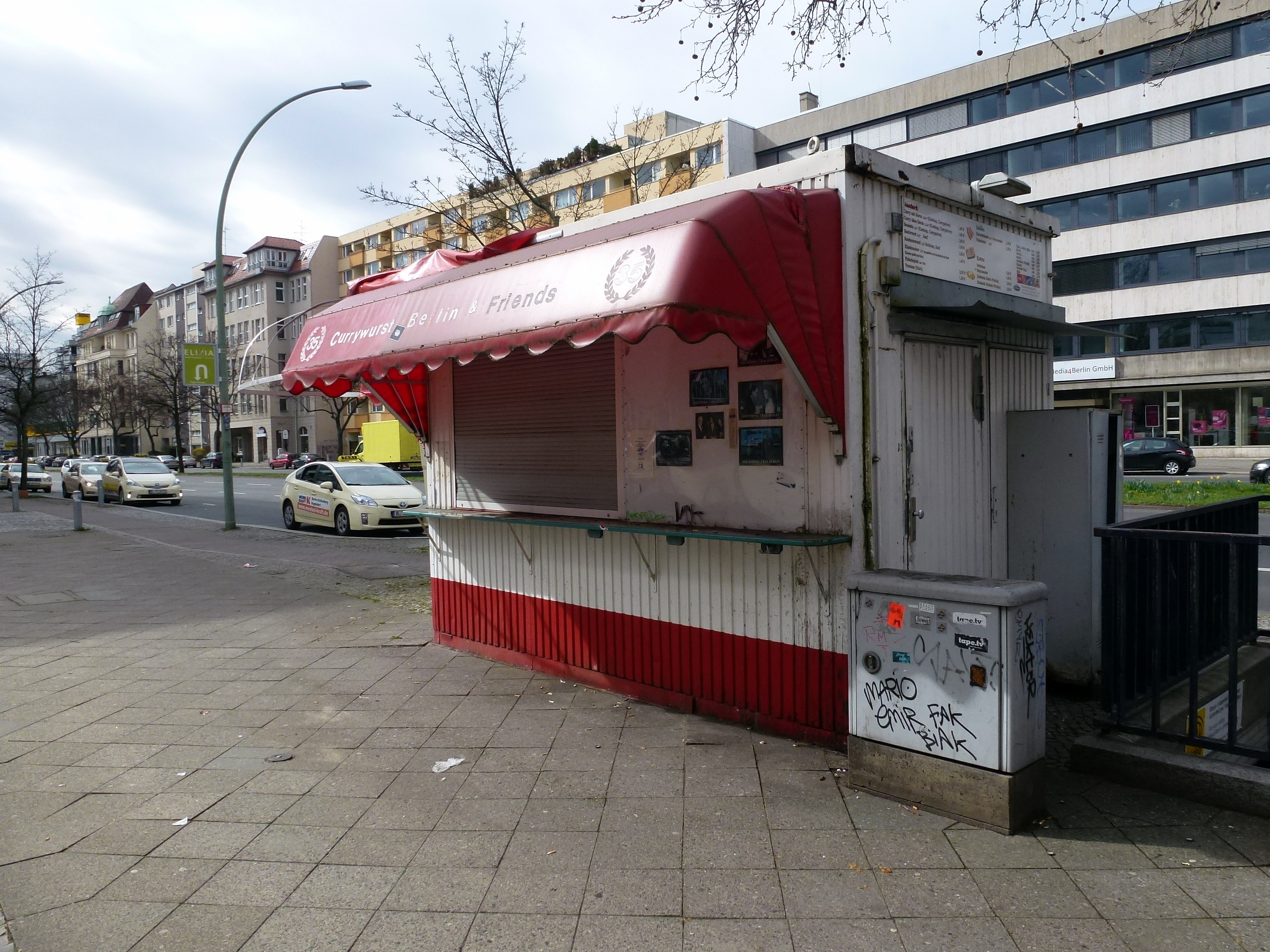
Une cafétéria telle que celle où le démon tentateur joué par Peter Falk fraternise avec les anges et recrute les candidats à la chute.

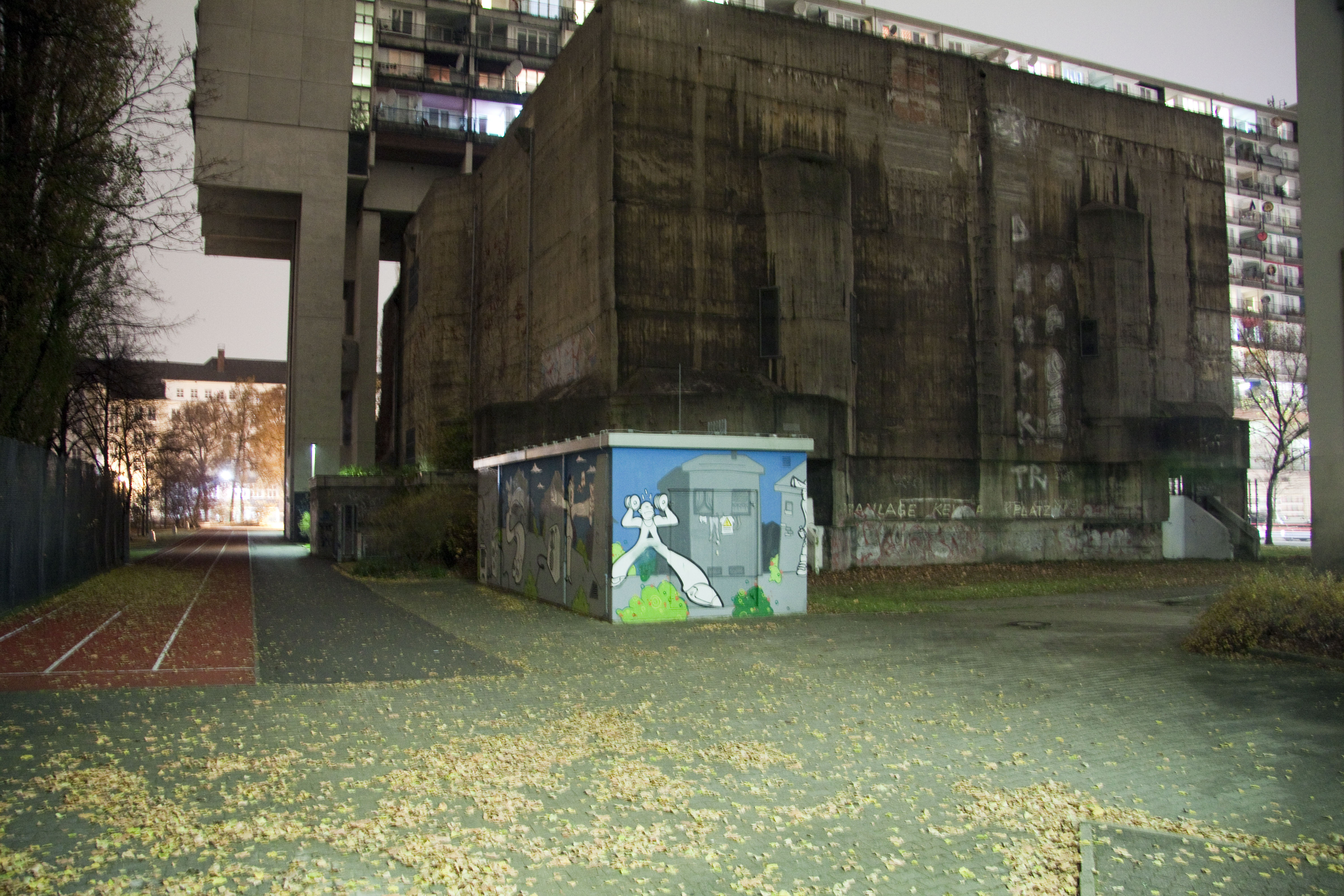
Hochbunker de la rue Pallas dont le cadreur a habilement escamoté les surajouts récents.

Le film célèbre Berlin pour son sept cent cinquantième anniversaire (de). Il est également une représentation de la ville encore séparée en deux par le mur. Depuis la disparition de celui-ci, il en est lui-même devenu un document. Plusieurs scènes sont filmées à proximité du mur, comme lorsque l'ange Cassiel porte son ami Damiel, en passe de devenir homme, du côté occidental de la ville, où se trouve la funambule Marion.
Le film a été tourné notamment à l'église du Souvenir (Kaiser-Wilhelm-Gedächtniskirche), devant et dans les ruines de la gare d'Anhalt, place de Potsdam, où Homère ne retrouve pas le Café Josty (de) dans un Berlin-Mitte méconnaissable par rapport à sa configuration d'aujourd'hui, au bunker en élévation (de) de la rue Pallas à Schöneberg, à la colonne de la Victoire (Siegessäule) et à la Bibliothèque d'État, tous deux à Tiergarten. La scène de l'accident a été tournée à l'entrée du pont Langenscheidt (de), qui sera reconstruit peu après. Le cirque a été installé parc Théodore Wolff (de), devant le haut lieu de la vie alternative qu'est le bâtiment Tommy Weisbecker (de). La scène finale est filmée dans ce qui a été préservé du Grand Hôtel Esplanade.
Plusieurs films d'archives datés de 1945 sont insérés, évoquant le châtiment de la capitale du mal sur laquelle continuent de veiller ceux des anges qui ne sont pas déchus. Le Berlin de la guerre est longuement évoqué par une mise en abyme, la représentation du tournage d'un film sur la chute de Berlin au cours duquel des figurants, susceptibles d'avoir connus la guerre et venus jouer les Juifs devant être déportés, sont entassés dans l'abri anti-aérien d'un bunker.
Quelques plans de Berlin-Est ont été tournés clandestinement, en violation de l'interdiction. Le mur filmé du côté oriental est une reconstitution en carton pâte.

Le terrain vague qu'est devenu la place de Potsdam sur laquelle erre le personnage d'Homère s'y souvenant des fiacres et des cafés d'avant-guerre.

### Improvisation

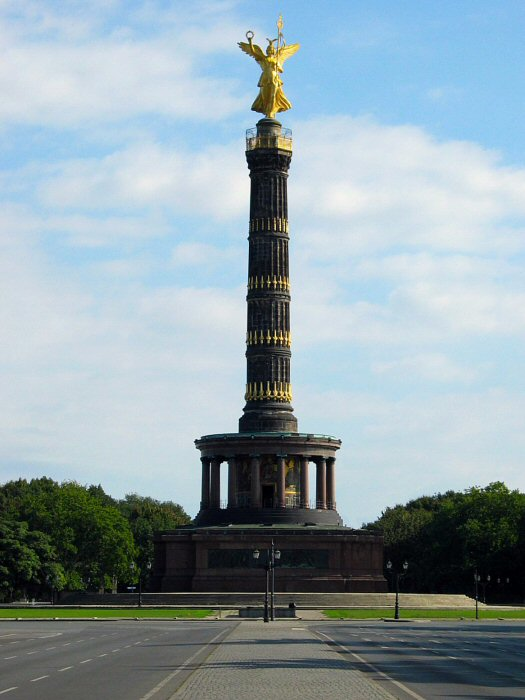
L'ange d'or de la colonne de la Victoire au Tiergarten d'où, quarante ans après la chute de Berlin, Cassiel, l'archange du châtiment, est tenté de déchoir. Peu avant le tournage, le monument a été restauré par la France pour le de Berlin.

La distribution est marquée par la présence de l'acteur américain Peter Falk, célèbre pour avoir incarné le héros de la série policière Columbo. Son rôle, prévu dans un premier temps pour l'ex chancelier fédéral Willy Brandt, fut ajouté en cours de tournage dans l'idée de créer une mise en abyme complexe, la vedette, les figurants, les habitants jouant leur propres rôles dans un film, celui de Wim Wenders, qui s'improvise en filmant un film en train d'être réalisé.
Ce faisant Wim Wenders, tout en renonçant à livrer des explications précises quant à la présence des anges, passait d'un projet initial ancré dans l'histoire de la Seconde Guerre mondiale à un exercice plus formel de portée plus universelle qui fait place à l'imagination du spectateur. Dès lors, le film a rompu avec toute forme narrative convenue pour entrer dans un lyrisme que d'aucuns, agacés, qualifieront d'« emphase germanique », d'autres d' « envoûtement et merveille ».
Wim Wenders a délibérément beaucoup improvisé, se basant seulement sur des idées de scènes. L'improvisation, choix esthétique assumé, procède toutefois d'une nécessité apparue au printemps 1986, celle de réaliser rapidement un film avant que la maison de production de Wim Wenders, Road Movies (de), ne fasse faillite. Le réalisateur avait en effet depuis Paris, Texas, sorti deux ans plus tôt, consacré tout son temps à concevoir un projet trop vaste, Jusqu'au bout du monde, dont le tournage ne commencera qu'en 1990.
Seuls quelques textes ont été rédigés par Peter Handke, la « Chanson de ce que c'est qu'être un enfant »,, les deux longs dialogues entre Damiel et Cassiel, le « Prologue pour un amour »,, qui est le monologue final, en allemand, de Marion, ainsi que l'« Épopée de la paix », qu'imagine le Poète, et l'« Invocation du monde »,, qui rassemble les dernières pensées du personnage accidenté puis que lance l'ange Damiel en s'éloignant du mourant. Les autres dialogues ont été rédigés par Wim Wenders, quasiment à chaque fois dans la nuit précédant l'enregistrement. Les monologues intérieurs ont été improvisés en postsynchronisation par les acteurs eux-mêmes sur des indications du réalisateur.
Les acteurs s'adaptèrent à l'exercice, qui fut un surprenant moment de grâce. Solveig Dommartin a inventé la plupart de ses textes, parfois à partir d'extraits choisis par ses soins du journal de Peter Handke que Wim Wenders lui avait donné à lire. Lors du montage, le réalisateur s'aperçut qu'il avait oublié d'enregistrer les monologues intérieurs de Peter Falk. Pour éviter des dépenses en billets d'avion, la vedette enregistra ceux ci à distance, dans un studio de Los Angeles, improvisant pas moins de deux heures de paroles, soit près des trois quarts du texte final au-delà de l'ébauche fournie par Wim Wenders, resté à Berlin. De ce texte improvisé, figurent au montage final notamment le monologue sur l'étoile jaune, couleur des Tournesols, et, ajout très personnel de Peter Falk, celui sur sa grand-mère, qui était effectivement ashkénaze.

### Performances des acteurs
« Prévoir sous-vêtements chauds pour les anges. »

— Note de script de l'assistante réalisatrice Claire Denis.
L'actrice de théâtre Solveig Dommartin, qui deviendra au cours de cette première collaboration la compagne de Wim Wenders séparé depuis quatre ans d'Isabelle Weingarten, effectuait sa première prestation au grand écran. Elle a réussi les deux exploits d'apprendre le trapèze ainsi qu'une figure d'acrobatie en seulement huit semaines puis d'effectuer sans filet à cinq mètres de haut des figures en giration à la corde lisse. La douloureuse préparation physique et artistique de l'actrice pour les numéros au trapèze ballant et à la corde lisse a été assurée par Pierre Bergam au Trapèze Club de Paris, 55 rue Montorgueil. Le professeur d'acrobatie est crédité au générique pour avoir réglé le numéro à la corde lisse mais c'est Lajos Kovacs qui joue le rôle de l’entraîneur de Marion.
Le dernier jour de tournage fut particulièrement éprouvant pour Otto Sander, très enclin au vertige. Le comédien devait jouer la scène où l'ange Cassiel, juché sur la sculpture dorée de la colonne de la Victoire, se laisse tomber dans le vide. Pour s'installer sur la structure à plus de six mètres de haut, Otto Sander absorba force calmants. Lorsqu'il se lança dans le vide, il adopta une position si improbable qu'il se cassa la jambe, malgré les matelas au sol destinés à amortir le choc.

## Film hommage

### Dédicaces
« Et nous : spectateurs, partout toujours,
tournés vers tous et jamais dehors ! »

— Épigraphe du script extrait des Élégies de Duino par un Wim Wenders qui se trouvait à lire Rilke au moment de commencer le film, au cours duquel finalement de nombreuses autres citations sont lues en voix hors champ.

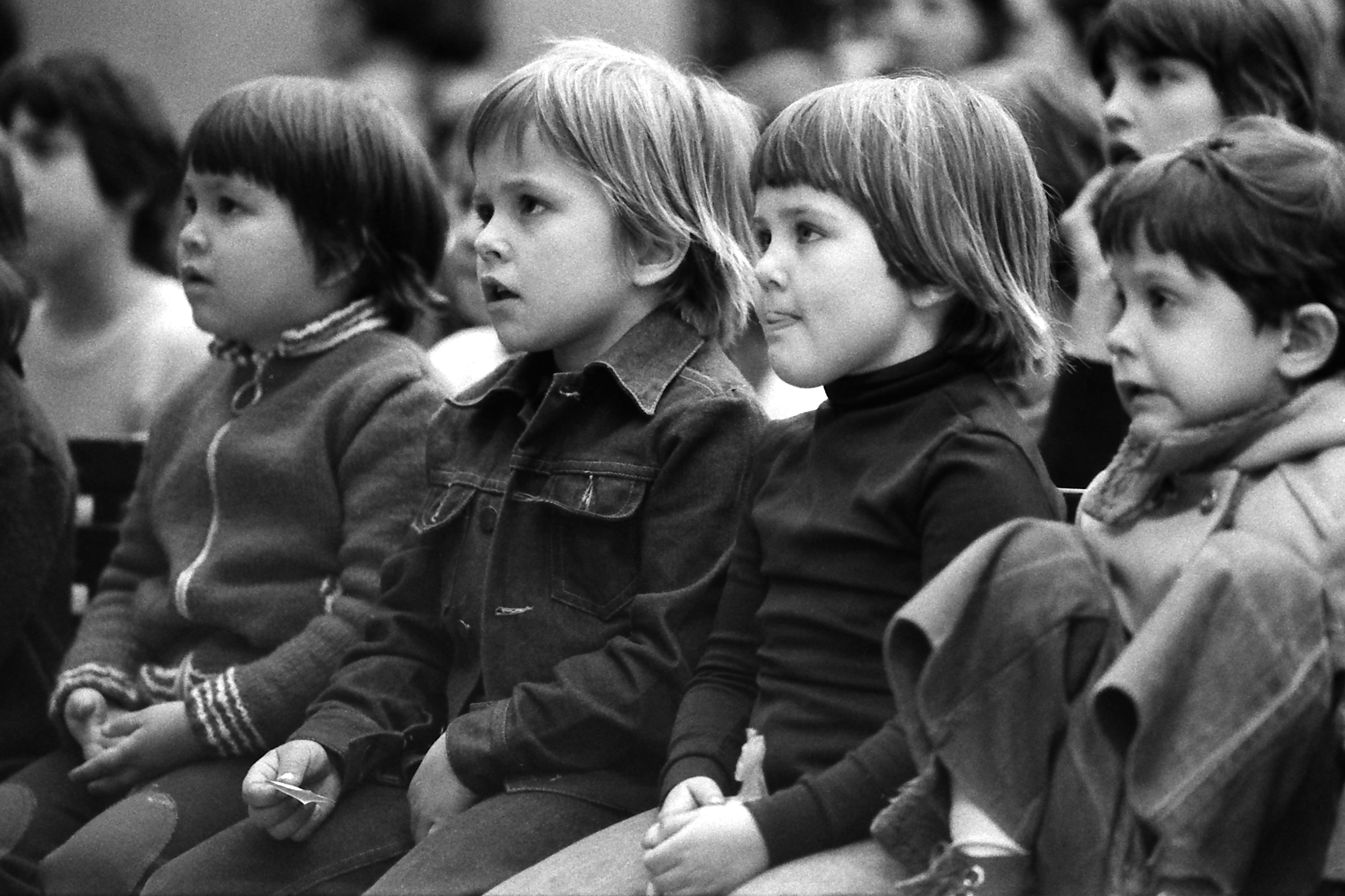
Se souvenant de Truffaut filmant les enfants au Guignol, Wenders, dans une scène cruciale, tend à ses spectateurs le miroir des enfants, ici à la ville, spectateurs du cirque.

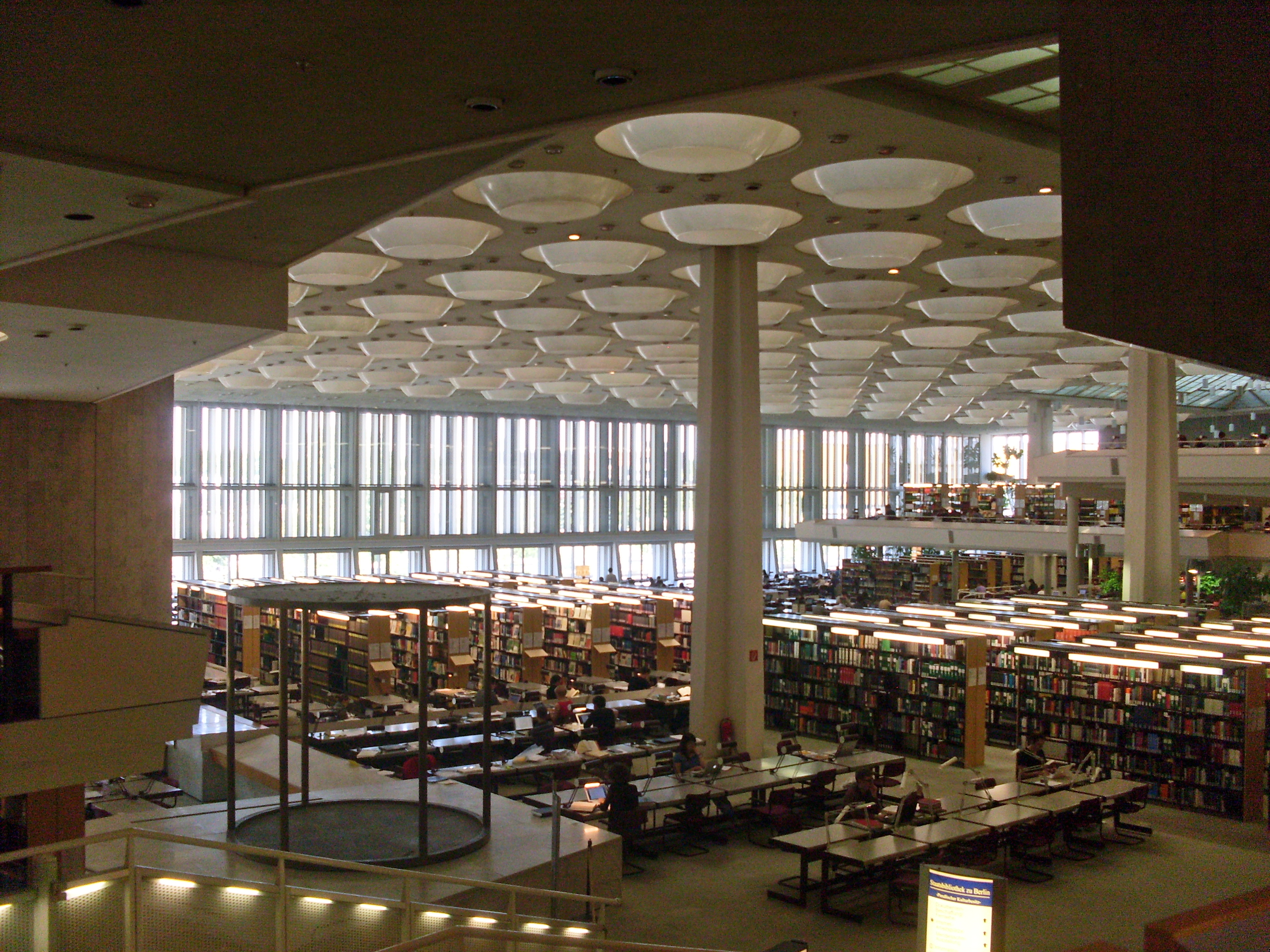
La Bibliothèque d'État, siège sur terre des anges en quête de création, est une référence à Toute la mémoire du monde d'Alain Resnais.

Les Ailes du désir est dédié à Yasujiro (Yasujirô Ozu), Andrzej (Andreï Tarkovski) et François (François Truffaut). Cette triple dédicace, tout comme l'emploi de Peter Falk, est un pied de nez au système commercial hollywooodien avec lequel Wim Wenders a rompu avec fracas deux ans plus tôt.
D'Ozu, au sujet duquel il vient de terminer Tokyo-Ga, Wim Wenders applique la leçon depuis longtemps apprise que ce n'est pas le scénario qui fait l'histoire mais le caractère. La narration cinématographique ne se construit pas par une suite d'évènements vécus par des personnages mais par l'expression au cours de ces évènements de ce qui motive les personnages.
À Tarkovski, Wenders emprunte une manière de profanation cinématographique du christianisme qui paradoxalement revivifie la mystique du salut.
De Truffaut, Wim Wenders a hérité la conception de l’œuvre cinématographique comme une sublimation de la vie. Plus qu'au seul Truffaut, c'est à l'ensemble de la Nouvelle vague, mais aussi Jean Cocteau, que Wim Wenders est redevable d'une façon de filmer mêlant fiction, voire mythologie, et réalité triviale, plus particulièrement à Agnès Varda et Alain Resnais, de celle qui consiste à donner la forme d'un documentaire, que Truffaut détestait, à l'imaginaire.
Au-delà de ces trois références explicites, Wim Wenders emprunte à Hiroshima mon amour l'idée d'une ville dont l'histoire de mort sert de décor à une histoire d'amour. Comme dans le film d'Alain Resnais, Wim Wenders, au moment où Homère assis dans la Bibliothèque d'État feuillète un livre d'histoire en rêvant d'une épopée pacifiste, juxtapose des images de cadavres, les souvenirs, à un commentaire évoquant la renaissance de la nature, les aspirations présentes.

### Le cinéma muet
Le film, dont le scénario est l'inverse de celui du Liliom de Fritz Lang, se veut un hommage aux maîtres expressionnistes du cinéma muet, tel aussi Murnau, qui ont fait l'âge d'or des studios de la UFA et pourrait se voir sans le son. Wim Wenders applique leurs leçons sur la multiplication des points de vue, les variations de focales, les renversements de perspectives, toutes ces techniques cinématographiques que Siegfried Kracauer décrivait comme autant de moyens cathartiques prisés d'un public qui était celui d'une République de Weimar grosse de l'idéologie nazie.
Au cinéma d'avant-guerre, Wim Wenders emprunte également les techniques apportées directement par Henri Alekan, en particulier les surimpositions d'images et les transparences.

### La lumière Alekan
Le cirque dans lequel l'héroïne travaille s'appelle Alekan, comme le directeur de la photographie du film Henri Alekan, maître du noir et blanc, alors âgé de soixante dix sept ans. C'est vers celui qui a fait les éclairages d'un autre film d'amour improbable entre deux règnes, auquel sa contribution aura été aussi essentielle, La Belle et la Bête de Jean Cocteau, que Wim Wenders s'est adressé. Quatre ans plus tôt, sur le film L'État des choses, il avait déjà accepté une première fois pour Wim Wenders, habitué à Robby Müller, de sortir de sa retraite, ainsi que son indispensable complice, Louis Cochet.
Le noir et blanc sert à Wim Wenders à montrer le monde du point de vue des anges, tel qu'ils le perçoivent, sans saveur ni désir. La couleur sert à évoquer la perception plus incarnée des êtres humains. « Les anges ne connaissent pas le monde physique [...] Ils ne perçoivent donc pas les couleurs, ils les aperçoivent parfois [...] ». À sept reprises la couleur apparait brièvement avant de disparaitre, la première fois au cirque quand l'ange Damiel, les pieds sur la piste, admire l'humaine Marion, s'envolant sur son trapèze. La polychromie est définitive à partir de la quatre vingt huitième minute.
Pour créer ce rendu si particulier de l'irréel du monde en noir et blanc, Henri Alekan a utilisé un filtre de sa fabrication, un bas de soie particulièrement fine qu'il aimait dire avoir appartenu à sa grand mère et qu'il avait tendu sur un cercle. Seules les dernières scènes ont été filmées sans, l'accessoire ayant été détérioré. Il a en outre enrichi son monochromatisme d'un ton sépia.
Le passage en continu du noir et blanc à la couleur est un exploit technique. Il a fallu renoncer au dispositif, trop encombrant, mis au point par Henri Alekan de double caméra filmant en même temps, une pour le noir et blanc, une pour la couleur, l'image dédoublée par un miroir. Des morceaux de pellicules couleur ont été montés sur des pellicules noir et blanc. La couleur a été effacée sur certaines images de la pellicule en veillant à ne pas favoriser une tonalité de fond.
La couleur intervient aussi dans le noir et blanc indirectement quand l'ange voit, par la fenêtre du taxi qui l'emmène à travers Berlin meurtri par sa frontière murée, les ruines filmées en 1945 par les archives américaines. Le couleur, la vie, c'est aussi l'horreur.

### Le rock
C'est par le rock et un rêve d'Amérique que l'adolescent Wim Wenders, fils révérencieux d'un chef de service de chirurgie à la morale conservatrice, s'est ouvert au début des années soixante au monde artistique, renonçant ainsi à son projet de devenir un prêtre catholique.
Le groupe de rock Nick Cave and the Bad Seeds, alors encore à ses débuts, est évoqué plusieurs fois. Bruno Ganz passe à deux reprises devant des affiches à l'effigie de Nick Cave. The Carny (en) illustre la tristesse de Marion, par exemple quand le cirque ferme. From Her to Eternity illustre les moments où Marion aspire à l'amour. Vers la fin du film, une séquence est consacrée au groupe interprétant ces deux thèmes sur scène. À un autre moment, c'est le groupe Crime and the City Solution qui apparaît en concert.
Pour le reste, l'illustration sonore fait le choix de musiques post-punk avantgardistes, celles de Laurie Anderson, Sprung aus den Wolken (de), Tuxedomoon, Minimal Compact, Die Haut.
La musique de cirque où domine les glissando du saxophone est l’œuvre de Laurent Petitgand quand la composition de Jürgen Knieper recrée l'atmosphère de la liturgie orthodoxe.

## Métaphore sotériologique

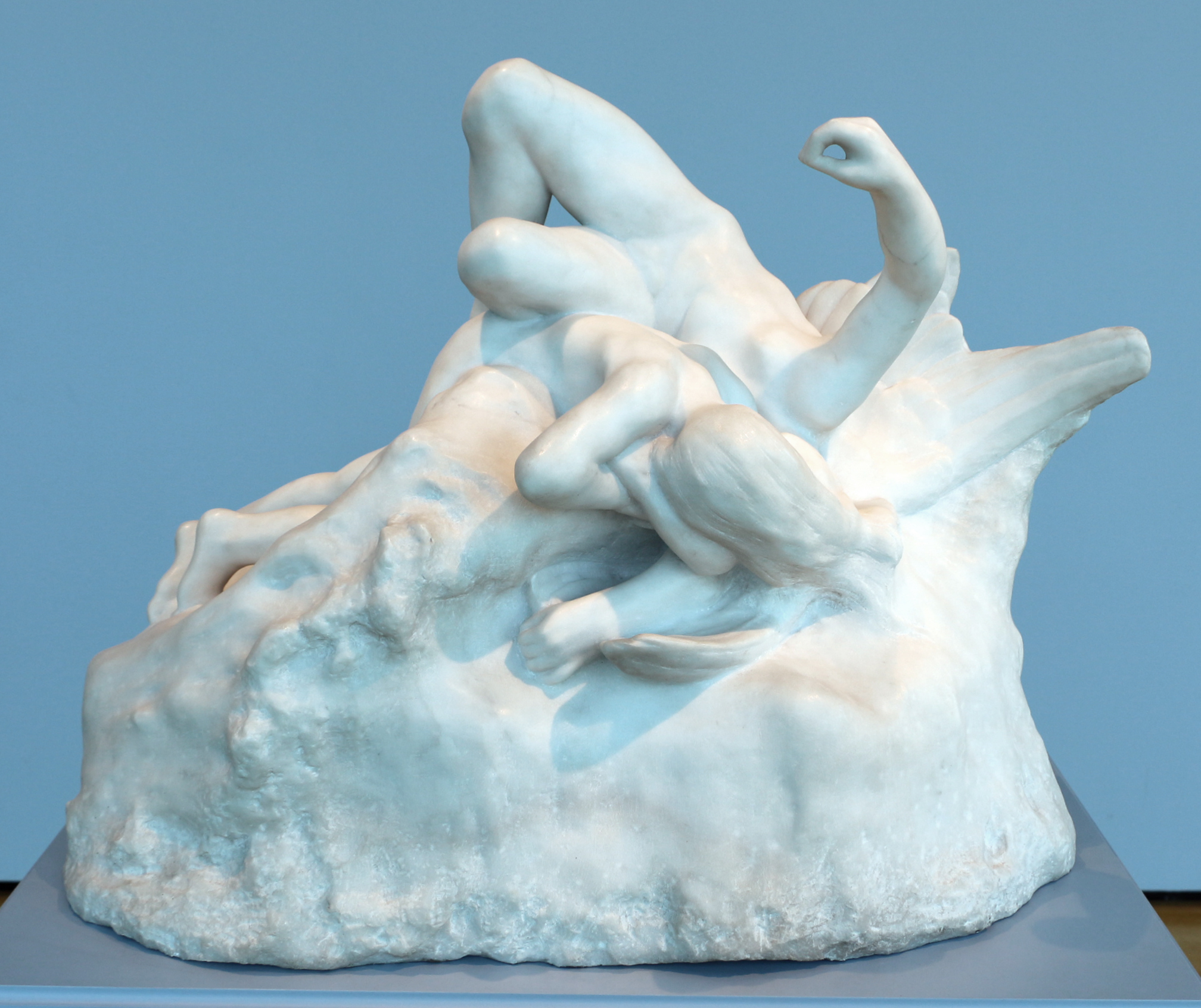
Un des anges déchus, emportés par l'amour d'une femme, sculptés par Rodin moins d'un siècle plus tôt.

« Je vais à la rencontre de ma propre image
Et en retour ma propre image vient à moi.
Elle me caresse et m'embrasse comme si
Je rentrais de captivité. »

— Affichée dans le bureau du réalisateur, prière mandéenne de la liturgie des morts qui évoque le retour à soi de l'âme libérée du corps défunt et qui a présidé à la conception du film.

### Comment vivre?
L'intention de l'auteur a été de faire « un film sur les gens, ici les gens de Berlin, qui aborde la seule question impérissable : comment vivre ? ». L'existence pose la question de ce qu'elle est, question au cœur de l'approche existentialiste à laquelle s'est affrontée dès l'adolescence Wim Wenders, grand lecteur d'un Albert Camus explicitement cité. Le parcours de Damiel suit en effet la trame d'une réponse à une question existentielle : pourquoi et comment un sujet est conduit à quitter une position à l'abri des horreurs du monde, la mélancolie, et s'inscrire dans une histoire dans laquelle celui-ci assume ses désirs au sens spinozien de ce qu'il est. C'est la prise de conscience de ses limites qui transforme l'être inactif en puissance agissante et joyeuse.
La transformation du pur esprit en corps vivant procède d'une alchimie par laquelle les sujets changent leurs positions, tels les ions auxquels font référence Les Affinités électives d'un Goethe dont Wim Wenders a douze ans plus tôt adapté Les Années d'apprentissage de Wilhelm Meister. Pour devenir humain, Damiel doit s'unir à Marion mais cette syzygie n'est pas une procréation. Elle est une identification spéculaire de « l’Homme et la Femme, qui a fait de moi un être humain ».

### Les tropes wendersiens

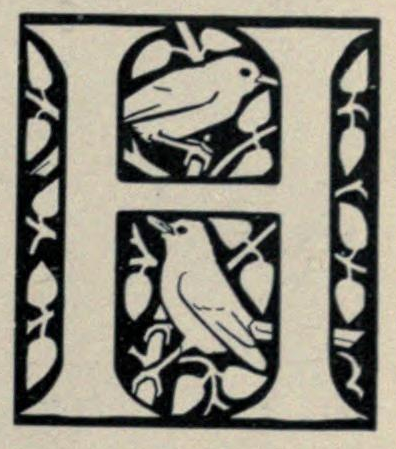
La métaphore du discours d'un être ailé, de la Philomèle d'Ovide au Rossignol de Marie de France, pour représenter la sublimation du désir en une œuvre littéraire est un lieu commun de la littérature occidentale mais Wim Wenders, réunissant ses personnages sur terre plutôt qu'aux Cieux, inverse le propos courtois tout en conservant le procédé identificatoire du merveilleux.

Pour développer son propos, le film utilise la figure allégorique de l'ange et des métaphores in absentia empruntées à la théologie catholique, le salut, le Diable, le sexe des anges, la rébellion angélique, la chute de l'ange, la damnation, le péché originel, le châtiment, la tentation, l'incarnation, la transfiguration, le Saint Calice...
Dans cet exercice, qui n'est pas qu'un exercice de style mais une réflexion autobiographique à l'usage de tous qui vaudra huit ans plus tard à un Wim Wenders ayant retrouvé la foi de recevoir du doyen Bedouelle, dominicain, le titre de docteur honoris causa en théologie, l'auteur revient toutefois aux figures de styles qui lui sont propres :
- la forme documentaire[2], celle du Nuit et brouillard d'Alain Resnais[30], pour un fond psychologique, les films d'archives en particulier étant présentées comme des souvenirs des personnages par fondu enchainé à partir de leurs visages[30],
- le road movie dans lequel le paysage n'est qu'un décor de l'âme, le personnage, déchu de sa position d'acteur d'une intrigue, se réduisant au mouvement d'un spectateur du monde impuissant mais désirant[60],
- la mise en abyme d'un tournage dans le tournage, d'un acteur jouant son propre rôle, en l’occurrence Peter Falk, et au-delà citant l’œuvre cinématographique dont il est la référence, ici Curt Bois[30],
- des plans subjectifs qui tournent inexorablement face au spectateur de sorte que dans le film le sujet observateur devient l'objet observé[14] suggérant que dans la salle le spectateur se regarde lui-même à travers le film comme dans un miroir,
- des travellings aériens pour exprimer l'omniscience[61] mais ici souvent en plongée voire, pour faire sentir la complicité reliant l'enfance au merveilleux, en plongée regard caméra[30],
- le lyrisme de la caméra, en ce qu'elle montre quelque chose de différent, par exemple un ange qui s'éloigne, de ce que décrit les paroles prononcées, dans cet exemple les pensées d'un motard accidenté, et ainsi, évitant le pléonasme entre texte et image, ouvre sur une signification non explicite, ici peut être, comme l'explique Agnès Godard, que l'accidenté ne survivra pas mais que la vie continue[62],
- plus généralement, la distanciation créée par la continuité du film lui-même, et donc de l'existence des personnages, continuité que souligne sa force stylistique, en regard de l’hétérogénéité des destins de ceux ci voire de l'incohérence du scénario, ici Peter Falk, un ange, une immigrée, un passant, Homère, hétérogénéité que souligne l'invraisemblable de leurs situations respectives, Hollywood, les Cieux, un cirque ambulant, Berlin sous occupation, l'Antiquité,
- le paradoxe qu'il y a à donner un sens à une histoire en filmant l'absurdité de l'existence auquel les personnages sont confrontés[14], ce que Wim Wenders explicite sous la formule « les histoires n'existent que dans les histoires. »[63],
- la sublimation d'un désir contrarié en une œuvre cinématographique, le film réalisé, parce que nié par ce qu'il montre, devenant lui-même la réponse à la question de sens qu'il pose[14].

### Le silence de Dieu
Un an après Shoah, lors du retour d'Amérique d'un Wim Wenders étranger chez soi dans le Berlin divisé de l'après guerre, le film est né sous la forme d'un conte moral d'une interrogation sur le Mal et la mort de Dieu dans l'Allemagne d'après Auschwitz. Le réalisateur s'installe dans le foyer de contre-culture qu'est alors le quartier de Kreuzberg.
L'idée initiale du cinéaste, très vite abandonnée telle quelle, est que « quand Dieu, sans cesse déçu, s’apprêta finalement à se détourner définitivement du monde, il arriva que certains de ses anges soient en désaccord avec lui et prennent la défense de l'homme, disant que celui-ci méritait une autre chance. En colère d’être contrarié, Dieu les bannit à ce qui était alors sur terre l'endroit le plus effroyable : Berlin. Et c'est alors qu'Il s'est détourné. Tout cela s'est passé au temps que nous appelons aujourd'hui : « la fin de la seconde guerre mondiale ». Depuis ce temps, ces anges déchus de la « seconde rébellion angélique » sont emprisonnés dans la ville, sans perspective d'être libérés, encore moins réadmis au ciel. »
En effet le Berlin d'après la seconde Guerre mondiale que montre Wenders est un lieu d'où Dieu est absent, tel le monde de Bernanos d'après la première Guerre mondiale. Au silence d'un Dieu permettant l'accomplissement des atrocités durant la guerre, a succédé dans l'Allemagne de l'après-guerre, une abolition de la culture des pères responsables de ces atrocités laissant prospérer une société de l'hypocrisie qui voudrait cacher ses crimes derrière une innocence retrouvée et se maintenir désormais à l'abri de toute culpabilité future. Cette thématique d'une culture post traumatique est récurrente chez Wim Wenders, qu'il a particulièrement explicitée dès 1974 dans Au fil du temps.

### Angéologie WWS

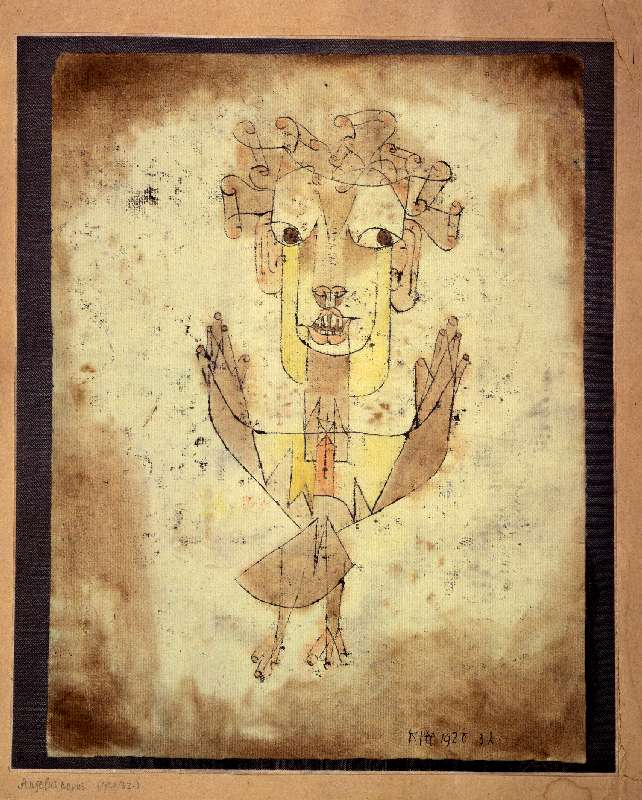
L'Angelus novus de Paul Klee auquel fait référence une voix intérieure lisant dans la Bibliothèque d'État de Berlin une note à propos d'une dissertation de Walter Benjamin, Sur le concept d'histoire. L'image renvoie au suicide, péché absolu, de l'auteur fuyant l' « » moderne devenu nazi. Celui-ci y voyait en effet la dénonciation d'une conscience pure mais impuissante bouleversée par l'histoire.

L'idée d'anges salvateurs errant dans une ville maudite est venue à Wim Wenders en pensant, en même temps qu'à d'autres choses, aux aviateurs des forces alliées tombés sous le feu de la DCA en 1945.
À ceci près qu'ils portent les cheveux longs et ramassés en queue de cheval, les anges de Wim Wenders ressemblent à n'importe qui mais, idée imposée dès l'origine du tournage par le maître de la transparence qu'est Henri Alekan, ils restent invisibles à la plupart des humains. Seuls les enfants les voient, tels les compagnons imaginaires décrits par la pédopsychiatre Margaret Svendsen, les suivent des yeux, échangent des regards avec eux. Ils ne voient eux-mêmes le monde qu'en noir et blanc, et ne peuvent rien sentir, goûter, toucher, mais, doués du don des langues, ils sont capables de percevoir les pensées, les souffrances et les espoirs de tous les humains. Ce sont des consciences dépourvus de sentience.
Si leur présence bienveillante et leur silencieuse miséricorde semblent redonner l'espérance à ceux qui sont dans la détresse, ils assistent impuissants au désespoir des âmes damnées. Ils ne peuvent agir contre la fatalité des accidents ni contre le libre arbitre des humains, auquel le péché originel a condamné les descendants d'Adam quand celui-ci a mangé du fruit de l'arbre de la connaissance. « Ils sont condamnés à être des témoins, n'être à jamais rien que des spectateurs, incapables d'agir en faveur des hommes ne serait ce qu'un peu ou d'intervenir dans le cours de l'histoire. »

### L'envers de l'incarnation
Toutefois, le héros, Damiel, n'est la réminiscence pas tant d'un ange, précisément Lucifer, que du Christ lui-même, du moins dans les trois moments qui le conduisent à se décider pour la vie des mortels. Ces trois moments, le regret de ne pouvoir peser le caillou qui décore la chambre de Marion, la peur de voir tomber la trapéziste au milieu de son spectacle, la fraternisation autour d'un café avec Peter Falk, font en effet référence aux trois tentations du Christ au désert, l'envie que les pierres soient changées en pains, la peur de se jeter d'un toît, le désir de rejoindre les rangs de Satan pour jouir du monde.
Le registre évangélique est soutenu par le texte lui-même. La Chanson de ce que c'est qu'être un enfant (Lied vom Kindsein), paraphrase de l'inconcevable qui sert de leitmotiv, est un poème écrit pour le film à l'automne 1986 par Peter Handke paraphrasant, peut être à son insu, saint Paul : « Quand j'étais enfant, je parlais en enfant, je pensais en enfant, je jugeais en enfant. ».
Cependant l'eschatologie wendersienne, pour espérer une épopée de la paix telle que l'annonce le personnage d'Homère, inverse le récit évangélique : son offre de salut proclame, dans la ligne matérialiste de Walter Benjamin, l'absence et non la venue de Dieu, invite à la désacralisation des anges et non à les rejoindre, dans un Berlin vaincu et non dans une Jérusalem céleste. Le héros ne se convertit pas. Comme l'annonce l'épigraphe du script, il fait retour à soi car ce qu'il désire, c'est non pas changer le monde mais changer de monde, pour un Berlin « non pas à la vérité plus splendide, mais du moins tel qu'il puisse de nouveau y vivre ». Il aspire en cela non à l'engagement mais au quiétisme.

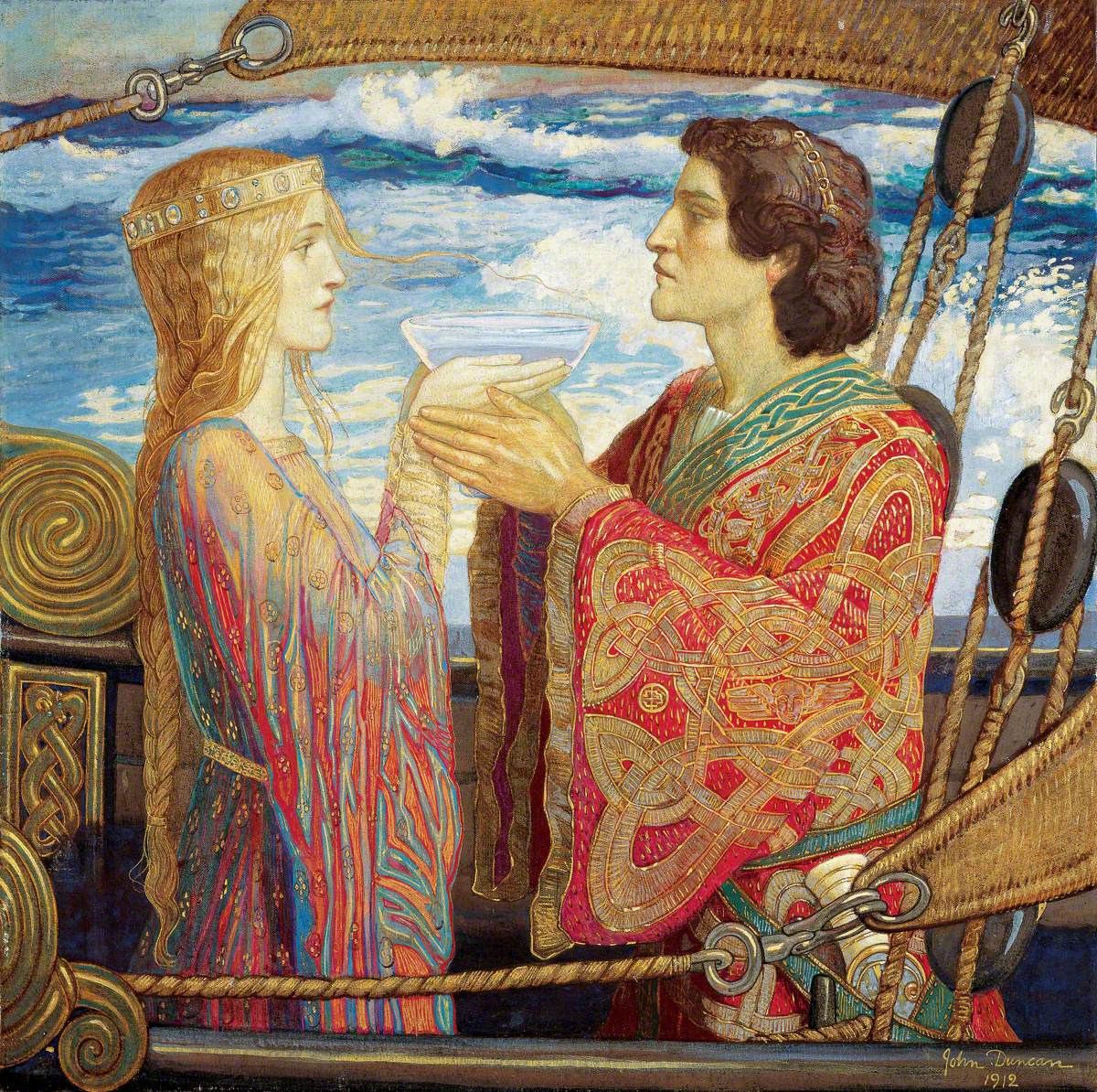
L'épilogue reconstitue l'échange mystique du graal de sur la barque de Tristan, avec un bar en guise de fond marin, avant qu'un post-scriptum citant Pascal ne précise en français nous sommes embarqués.

« J'ai appris dans cette nuit ce que c'est que s'étonner [...] Il était une fois et ainsi il sera [...] Je suis ensemble [...] Je sais maintenant ce qu'aucun ange ne sait. »

— Postface du film écrite par l'ange Damiel devenu mortel parce que désormais inscrit dans ce qui reste une histoire d'amour « à suivre ».

## Réception critique et diffusion
Le film reçoit 98% de critiques positives sur le site Rotten Tomatoes, pour 62 critiques et une note moyenne de 8.7⁄10, le public se montrant en général à peine moins enthousiaste. Sur Metacritic, il obtient une note de 79⁄100 pour 9 critiques.

« Une déclaration d'amour pleine de poésie à la vie, à la sensualité et aux limites de l'existence sur terre [...] Visible à partir de 16 ans. »

— Approbation de la Commission catholique du film en l'Allemagne, plus restrictive que le FSK.

« Ce chef-d'œuvre méditatif de Wim Wenders est une poésie cinématographique adressée aux rêves. Dans d'enivrantes images noir et blanc et couleurs monochromes, les vétérans du théâtre que sont Otto Sander et Bruno Ganz ensorcellent de leur jeu intense. Des déplacements de caméra flottants et de sensuels collages sonores confèrent à ce film primé une force de rayonnement à l'effet presque hypnotique. »

— Première.

« [...] atmosphère de tristesse et d'isolement, sentiment de nostalgie et de fugacité des choses terrestres. »

— Roger Ebert.

« [...] travail de deuil, où le passé reste inoubliable. C’est l’accumulation de blancs et de noirs, de cicatrices et de terrains vagues où histoire et mémoire se conjuguent pour nous dire l’époque (la nôtre) qui a vu s’effondrer les utopies. Où la beauté d’une trapéziste de cirque donne pourtant envie à un ange de perdre ses ailes pour devenir un simple mortel qui va déraper sur la rugosité des choses le froid, la mort, animé par le désir — aussi — d’être humain. »

— Frédéric de Towarnicki soulignant l'analogie du film avec Berliner Requiem, paru en 1979, puis Retour à Berlin de Jean-Michel Palmier.

« Pas de grands bonheurs spectaculaires, que des infimes [...] Peut-on faire plus simple ? »

— Éloge à la fugacité et l'élégance.

« Camera : Henri Alekan. C'est à peu près tout le profit qu'on peut faire du film de Wenders (scénario : Peter Handke) niais et excessivement long. Un cinéma de pacotilles, jacasseur, encombré d'artifices. »

— La Mite, magazine viennois.

« Road movie spirituel »

— À voir, à lire, 2019.
Pour le soir de son démarrage sur le réseau hertzien français, le 28 septembre 1992, la chaîne de télévision franco-allemande Arte choisit de diffuser Les Ailes du désir.
Pour ses trente ans, le film est restauré en 4K par Wim Wenders grâce au soutien du MBB, du FFA et du CNC puis ressort en salles le 25 avril 2018. Seule la version restaurée, après trente années de diffusion, rend justice à l'art d'Henri Alekan, toute la subtilité du noir et blanc original ayant été anéantie par les six copies successives par lesquelles le montage avait dû passer pour obtenir des transitions continues vers la couleur.
Le 20 février 2019, Arte le rediffuse en hommage à Bruno Ganz, disparu le 16 février 2019.

## Distinctions
| Année | Distinction                                                           | Catégorie                                                                                    | Nom                         | Résultat   |
| ----- | --------------------------------------------------------------------- | -------------------------------------------------------------------------------------------- | --------------------------- | ---------- |
| 1987  | Festival de Cannes                                                    | Prix de la mise en scène                                                                     | Wim Wenders                 | Lauréat    |
| 1988  | César du cinéma                                                       | Meilleur film étranger                                                                       | Wim Wenders                 | Nomination |
| 1988  | Deutscher Filmpreis                                                   | Meilleur film                                                                                | Argos Films                 | Lauréat    |
| 1988  | Deutscher Filmpreis                                                   | Meilleure photographie                                                                       | Henri Alekan                | Lauréat    |
| 1988  | Deutscher Filmpreis                                                   | Meilleur acteur                                                                              | Bruno Ganz                  | Nomination |
| 1988  | Festival du film bavarois                                             | Meilleur réalisateur                                                                         | Wim Wenders                 | Lauréat    |
| 1988  | Festival international du film de São Paulo                           | Meilleur film                                                                                | Wim Wenders                 | Lauréat    |
| 1988  | LAFCA Awards                                                          | Meilleur film étranger                                                                       | Wim Wenders                 | Lauréat    |
| 1988  | LAFCA Awards                                                          | Meilleure photographie                                                                       | Henri Alekan                | Lauréat    |
| 1988  | New York Film Critics Circle                                          | Meilleure photographie                                                                       | Henri Alekan                | Lauréat    |
| 1988  | New York Film Critics Circle                                          | Meilleur réalisateur                                                                         | Wim Wenders                 | Nomination |
| 1988  | Prix du cinéma européen                                               | Meilleur réalisateur                                                                         | Wim Wenders                 | Lauréat    |
| 1988  | Prix du cinéma européen                                               | Meilleur acteur dans un second rôle                                                          | Curt Bois                   | Lauréat    |
| 1988  | Prix du cinéma européen                                               | Meilleur film                                                                                | Wim Wenders, Anatole Dauman | Nomination |
| 1988  | Prix du cinéma européen                                               | Meilleure photographie                                                                       | Henri Alekan                | Nomination |
| 1988  | Ruban d'argent                                                        | Meilleur acteur dans un film étranger                                                        | Bruno Ganz                  | Nomination |
| 1988  | Syndicat français de la critique de cinéma et des films de télévision | Meilleur film étranger                                                                       | Wim Wenders                 | Lauréat    |
| 1989  | BAFTA Awards                                                          | Meilleur film en langue étrangère                                                            | Wim Wenders, Anatole Dauman | Nomination |
| 1989  | Blue Ribbon Awards                                                    | Meilleur film en langue étrangère                                                            | Wim Wenders                 | Lauréat    |
| 1989  | Deutscher Filmpreis                                                   | Prix spécial du meilleur film lors du 40e anniversaire de la République fédérale d'Allemagne | Wim Wenders                 | Nomination |
| 1989  | Film Independent's Spirit Awards                                      | Meilleur film étranger                                                                       | Wim Wenders                 | Lauréat    |
| 1989  | National Society of Film Critics                                      | Meilleure photographie                                                                       | Henri Alekan                | Lauréat    |
| 1989  | National Society of Film Critics                                      | Meilleur film                                                                                | Les Ailes du désir          | Nomination |
| 1989  | National Society of Film Critics                                      | Meilleur réalisateur                                                                         | Wim Wenders                 | Nomination |

## Suite et inspirations
Le manque de moyens a conduit Wim Wenders à remplacer la fin prévue par un insert « à suivre », qui clôture le film. Le personnage joué par Otto Sander, lequel avait appris en vain un long et difficile monologue, devait à son tour faire le choix de devenir humain et connaitre un parcours inverse de l'histoire d'amour que vit Damiel, un parcours de délinquance, de toxicomanie et finalement de délire. Justice est rendue à un Otto Sander frustré quand six ans plus tard Wim Wenders donne une suite, intitulée Si loin, si proche ! (In weiter Ferne, so nah!), où Willem Dafoe et Nastassja Kinski viennent rejoindre la distribution. Le film se déroule après la chute du mur de Berlin.
La Cité des anges (1998), de Brad Silberling est un remake des Ailes du désir, même si le scénario s'écarte de la trame originelle. Bien que le style wendersien et le propos métaphysique en ont été totalement effacés, ce film germano américain a obtenu plusieurs nominations et récompenses, en particulier pour la chanson d'Alanis Morissette, Uninvited.
En 2005, Sofia Essaïdi interprète une chanson écrite pour elle et intitulée Les Ailes du désir.
Dans la série Supernatural, l'imperméable de l'ange Castiel, évoque celui de Peter Falk dans son rôle de Columbo.
En 2008, le jeune compositeur Francisco Coll Garcia (ca) donne le titre, Cuando el niño era niño, de la chanson que Peter Handke a écrite pour le film, et qui sert de leitmotiv à celui-ci, à l'œuvre qu'il créé le 30 novembre au Musée national centre d'art Reina Sofía et y reçoit le prix Carmelo Bernaola décerné par la Fondation des jeunes compositeurs de la SGAE.
En 2015, le scénariste Sebastiano Toma et son frère dessinateur, Lorenzo, tirent du scénario mais aussi de photographies contemporaines un roman graphique. Les auteurs ont fait le choix de ne pas reprendre le décor urbain du temps du mur désormais indéchiffrable et de représenter d'autres monuments emblématiques de Berlin.

### Monologues cités
1. ↑  « Lied vom Kindsein ».
2. ↑  « Prolog für eine Liebe ».
3. ↑  « Anrufung der Welt ».
4. ↑  « I wonder if she's Jewish. What a dear face! Interesting, what a nostril, a dramatic nostril. These people are extras, extra people. Extras are so patient. They just sit. Extras, these humans are extras, extra humans... Yellow star means death. Why did they pick yellow? Sunflowers. Van Gogh killed himself. »
5. ↑  « I wish you were here, Grandma! ».
6. ↑  « Here, to smoke, have coffee. And if you do it together it's fantastic. Or to draw: you know, you take a pencil and you make a dark line, then you make a light line and together it's a good line. Or when your hands are cold, you rub them together, you see, that's good, that feels good! There's so many good things! But you're not here - I'm here. I wish you were here. I wish you could talk to me. 'Cause I'm a friend. Compañero! »

### Autres adaptations de Handke
- L'Angoisse du gardien de but au moment du penalty, 1972.
- Faux Mouvement, 1975.